# Økonomisk model
En økonomisk model gengiver udvalgte økonomiske processer som en mængde af variable og nogle logiske og/eller kvantitative sammenhænge mellem disse. En økonomisk model kan enten være teoretisk eller empirisk. Som andre modeller er den en forenklet fremstilling af processer, der typisk er meget komplekse. Modellens formål er at fokusere på de vigtigste sammenhænge og dermed skabe en bedre forståelse af dem ved at abstrahere fra formodet mindre væsentlige sammenhænge. En økonomisk model betjener sig som regel af et matematisk formsprog, f.eks. geometrisk (i form af diagrammer) eller algebraisk (i form af ligningssystemer). Formålet med den matematiske tilgang, som er et meget karakteristisk træk ved økonomien i forhold til andre samfundsvidenskabelige discipliner, er at sikre, at resultaterne bliver præcise og objektivt korrekte i forhold til deres forudsætninger, og at de antagelser, der ligger til grund for resultaterne i en konkret sammenhæng, bliver eksplicit præsenteret. Denne matematiske klarhed gør det muligt at nå en indsigt i komplicerede spørgsmål, som en rent verbal tilgang ikke giver mulighed for.
Økonomiske modeller af mange forskellige slags udgør de helt centrale byggesten i økonomisk (såvel empirisk som teoretisk) forskning.

## Teoretiske modeller
Såvel inden for mikroøkonomi som makroøkonomi og diverse underdiscipliner anvendes mange forskellige økonomiske modeller. Den nok mest grundlæggende mikroøkonomiske model er modellen for udbud og efterspørgsel på et marked med fuldkommen konkurrence. Også modeller for et individs nyttemaksimering, der bl.a. bruges til at forklare adfærden hos forbrugerne på et typisk marked, eller virksomheders profitmaksimering, er eksempler på meget simple økonomiske modeller, som indgår i de fleste indledende økonomikurser på videregående uddannelser. Mere avancerede mikroøkonomiske modeller kan involvere situationer med ufuldkommen konkurrence, f.eks. effektivitetsløn-modeller, der kan forklare, hvorfor der permanent kan være ledighed på et arbejdsmarked, eller oligopol-modeller, der anvender spilteoretiske metoder.
Kendte makroøkonomiske teoretiske modeller er eksempelvis det keynesianske kryds, IS-LM-modellen, Mundell-Fleming-modellen og AD-AS-modellen, der alle forsøger at forklare konjunkturudsving og virkningen af økonomisk politik, der forsøger at mindske disse. Kvantitetsteorien og Phillipskurven er eksempler på simplere, mere partielle modeller (begge disse modeller kan udtrykkes ved hjælp af én enkelt ligning), der forsøger at illustrere en enkelt central sammenhæng i samfundsøkonomien - henholdsvis sammenhængen mellem ændringer i pengemængden og inflation, og sammenhængen mellem ledighed og inflation. Inden for økonomisk vækstteori har forskningen været præget af forskellige generationer af dominerende modeller: Fra Harrod-Domar-modellen i 1940'erne og 1950'erne over Solow-modellen, opkaldt efter Nobelpristageren Robert Solow, Ramsey-modellen (opkaldt efter den britiske matematiker Frank Ramsey) og overlappende generationsmodeller til de såkaldte endogene vækstmodeller, som har præget forskningen i mekanismerne bag økonomisk vækst siden 1990'erne.

## Økonometriske modeller
Inden for økonometrien forsøger man at afdække kvantitative sammenhænge ved forskellige former for statistisk behandling af data. Det sker typisk ved opstilling af en økonometrisk model, der bagefter testes mod data ved hjælp af statistiske metoder. En typisk økonometrisk arbejdsform er regressionsanalysen, der opstiller en bestemt økonomisk hypotese i form af en model på matematisk form og derefter eksempelvis anvender mindste kvadraters metode til at estimere størrelsesordenen af modellens centrale parametre.

## Anvendte (computerbaserede) modeller
Med informationsteknologiske fremskridt er mulighederne for at lave computerbaserede simulationer af virkelighedens økonomier baseret på økonomiske data som f.eks. nationalregnskabstal og registerdata blevet stadig bedre. Det har ført til fremkomsten af en række forskellige computerbaserede modeller, der anvendes til kvantitative analyser, f.eks. konsekvensberegninger, fremskrivninger og prognoser. Blandt de første computermodeller, der blev brugt i praktiske sammenhænge i regeringskontorer og centralbanker til at hjælpe ved tilrettelæggelsen af den økonomiske politik, var de såkaldte makroøkonometriske modeller - modeller, der typisk tager sigte på at forstå og evt. forudsige økonomiens udvikling på kortere sigt, dvs. inden for en enkelt konjunktursvingning. De har traditionelt været keynesiansk inspirerede med vægt på træg pristilpasning og betydningen af efterspørgselsstød til økonomien. Det tidligste eksempel herpå i Danmark er modellen ADAM, der blev opbygget i Danmarks Statistik under ledelse af professor Ellen Andersen fra slutningen af 1960'erne. Andre modeller af denne type er MONA, som anvendes af Danmarks Nationalbank, og SMEC, som er de økonomiske vismænds pendant. Mens disse tre modeller alle koncentrerer sig om dansk økonomi, er modellen HEIMDAL (udviklet af Arbejderbevægelsens Erhvervsråd) et eksempel på en international model, der er opbygget efter de samme principper.
En anden type modeller end de makroøkonometriske er de såkaldte anvendte generelle ligevægtsmodeller (AGL-modeller). Herhjemme er modellen DREAM nok det kendteste eksempel på denne type. Den tilhører en nyere tradition, hvor der er gjort mere ud af at opbygge modellens ligninger ud fra moderne økonomisk makroteori, hvilket især betyder, at modellen har et eksplicit mikroøkonomisk fundament: De enkelte aktører antages at være rationelle og optimere ud fra en angivet kriteriefunktion (f.eks. en nyttefunktion i husholdningernes tilfælde). Da modellen samtidig skal opfattes som en langsigtsmodel, der ser bort fra midlertidige udsving i form af konjunktursvingninger og træg pristilpasning, er priserne fuldt fleksible i DREAM.
En tredje type kvantitative modeller er de såkaldte DSGE-modeller, (dynamic stochastic general equilibrium model) der bl.a. bruges i en række centralbanker verden over. De udgør en mellemting mellem de to ovenfor nævnte modeltyper, idet de ligesom AGL-modellerne har et tydeligt mikroøkonomisk fundament, mens de samtidig ligesom de makroøkonometriske modeller forsøger at forklare udviklingen på det korte sigt (konjunkturudsving) og derfor typisk har en form for træg pristilpasning. DSGE-modellerne er en videreudvikling af de tidligere real business cycle-modeller, som oprindelig blev skabt af forskellige økonomer inden for den nyklassiske makroøkonomiske retning. Moderne DSGE-modeller har dog i mange tilfælde bevæget sig et godt stykke væk fra dette udgangspunkt. Danmarks Nationalbank har i 2010-tallet udviklet en DSGE-model for Danmark.